# Kanton Vitré
 Vitré    is een kanton van het Franse departement Ille-et-Vilaine. Het kanton maakt deel uit van het  arrondissement Fougères-Vitré .

In 2020 telde het 39.893 inwoners.

Het kanton werd gevormd ingevolge het decreet van 18 februari 2014 met uitwerking op 22 maart 2015, met  Vitré  als hoofdplaats.

## Gemeenten
Het kanton omvat volgende 22 gemeenten:
- Vitré
- Balazé
- Bréal-sous-Vitré
- Champeaux
- La Chapelle-Erbrée
- Châtillon-en-Vendelais
- Cornillé
- Erbrée
- Landavran
- Marpiré
- Mecé
- Mondevert
- Montautour
- Montreuil-des-Landes
- Montreuil-sous-Pérouse
- Pocé-les-Bois
- Princé
- Saint-Aubin-des-Landes
- Saint-Christophe-des-Bois
- Saint-M'Hervé
- Taillis
- Val-d'Izé